# Alue Wakie
Alue Wakie is een bestuurslaag in het regentschap Nagan Raya van de provincie Atjeh, Indonesië. Alue Wakie telt 1737 inwoners (volkstelling 2010).